# Verfassungsreferendum in Chile 2022

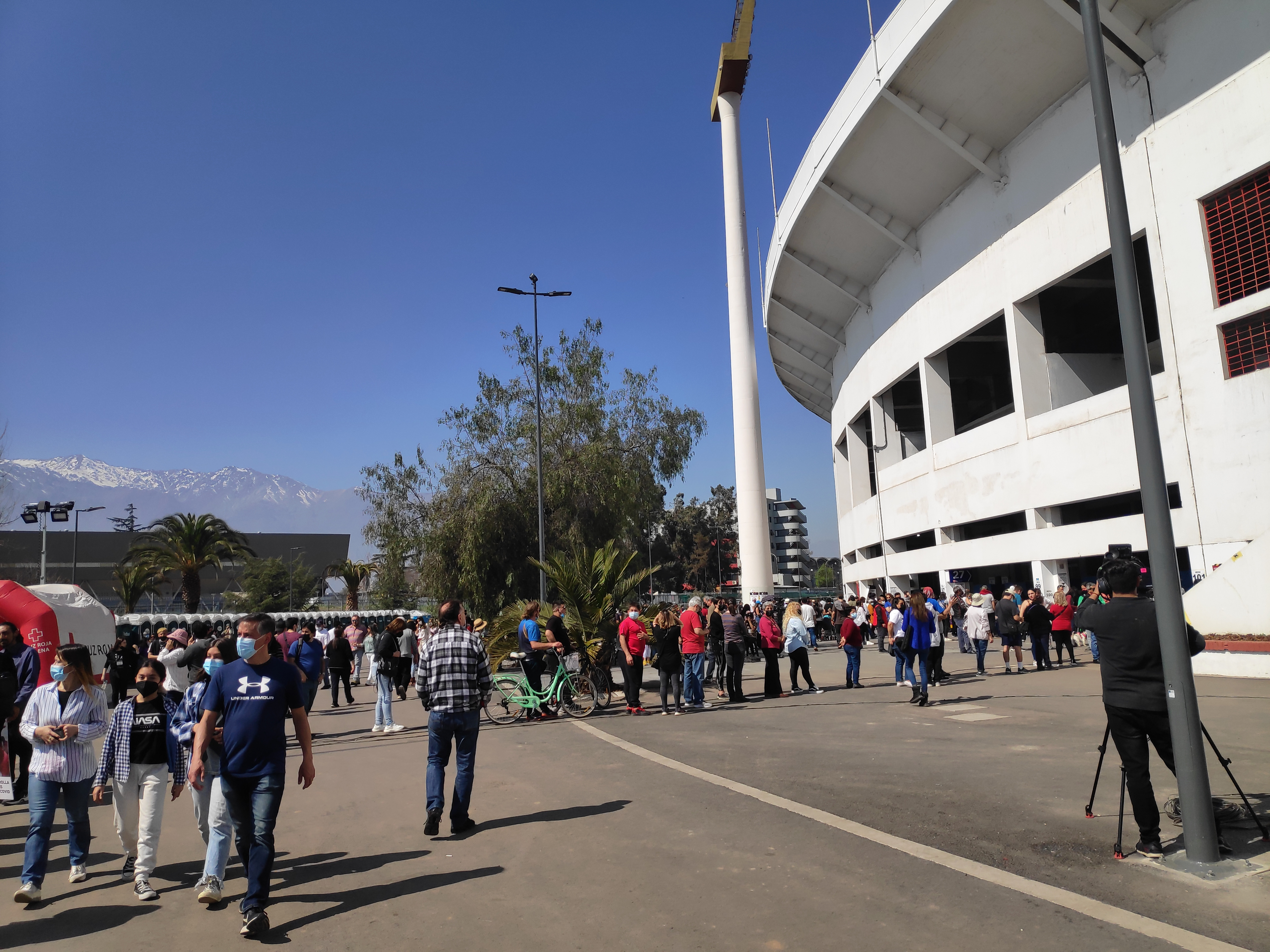
Abstimmung im Nationalstadion, Santiago de Chile.

Das Verfassungsreferendum in Chile 2022 (offizielle chilenische Bezeichnung: Plebiscito Constitucional) war eine am 4. September 2022 stattfindende Volksabstimmung in Chile. Darin stimmte die Bevölkerung über den von der Verfassunggebenden Versammlung ausgearbeiteten Vorschlag einer neuen Verfassung für das Land ab. Der Entwurf wurde deutlich abgelehnt. Bei einer Beteiligung von über 85 Prozent lag der Anteil der Nein-Stimmen bei 62 Prozent.

## Vorgeschichte
Die aktuelle chilenische Verfassung stammt aus dem Jahre 1980 und wurde während der Militärdiktatur in Chile von Augusto Pinochet ausgearbeitet. Nach der Rückkehr zur Demokratie 1990 gab es mehrere weitgreifende Verfassungsreformen, unter anderem 2005 unter Präsident Ricardo Lagos, allerdings blieben viele Elemente der Verfassung aus der Diktatur erhalten. Im Zuge der Sozialen Proteste ab 2019, die sich unter anderem gegen die Verfassung richteten, trafen verschiedene politische Parteien eine Übereinkunft über den Mechanismus, der zu einer neuen Verfassung führen könnte. 2020 wurde ein erstes Plebiszit durchgeführt, bei dem die Bevölkerung darüber abstimmte, ob sie generell eine neue Verfassung befürwortet. Bei einer Teilnahme von nur etwa 51 % der Wahlberechtigten, sprachen sich etwa 78 % für eine neue Verfassung aus. Daraufhin wurden im Mai 2021 die Mitglieder einer Verfassunggebenden Versammlung gewählt, die im Juli 2021 ihre Arbeit aufnahm und eine neue Verfassung ausarbeitete. Diese wurde am 28. Juni 2022 offiziell beschlossen, und schließlich am 4. Juli 2022 an den Präsidenten Chiles, Gabriel Boric, übergeben, der per Präsidialdekret das Datum der Abstimmung auf den 4. September 2022 festlegte.

## Format

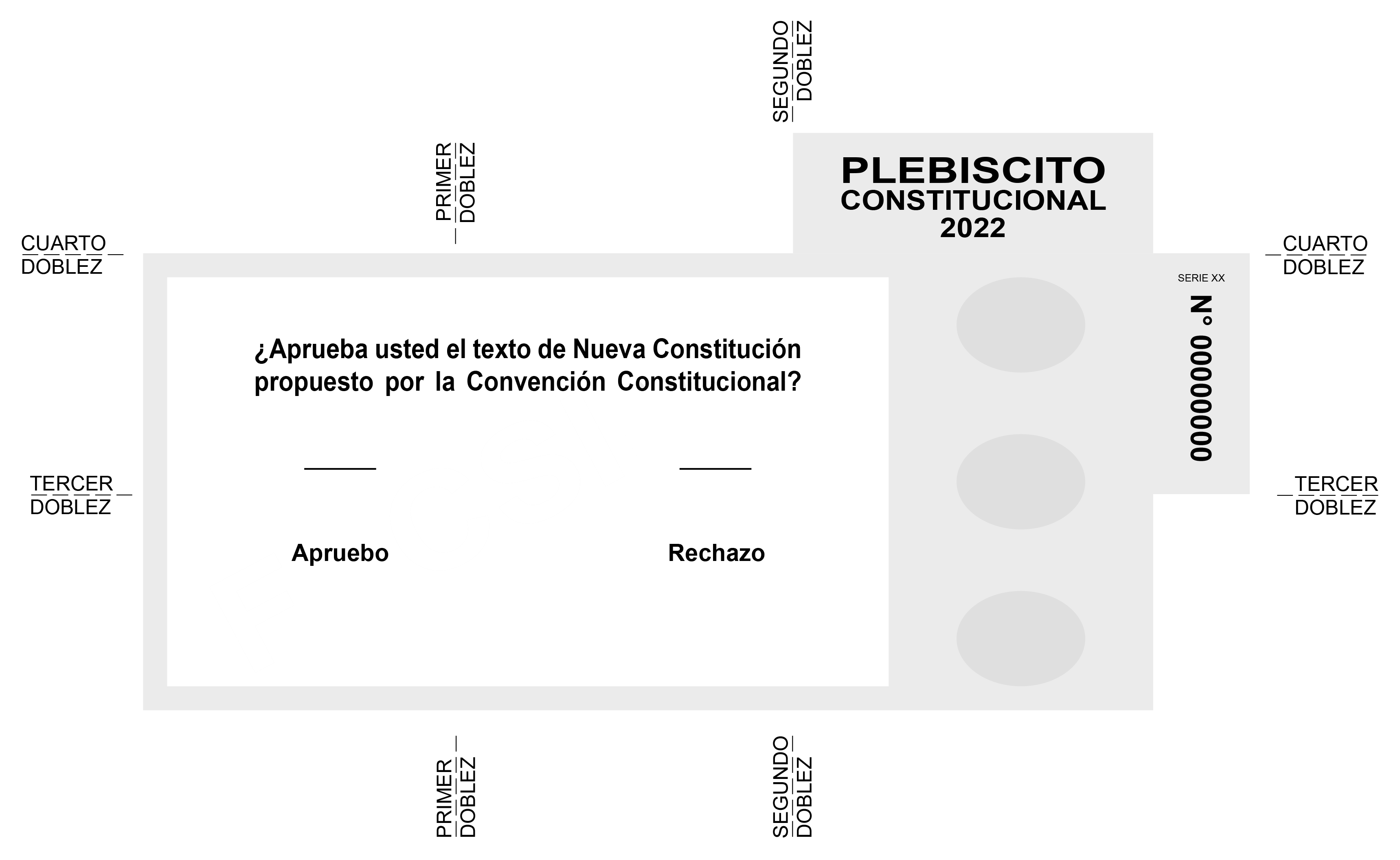
Stimmkarte in der Abstimmung

Das Format der Abstimmung ist in der aktuell gültigen Verfassung von 1980 in Artikel 142 festgelegt. Darin wurde auch die konkrete Fragestellung des Plebiszits festgesetzt, diese lautet:

«¿Aprueba usted el texto de Nueva Constitución propuesto por la Convención Constitucional?»

„Stimmen Sie dem von der Verfassunggebenden Versammlung vorgelegten Text der neuen Verfassung zu?“

Dabei gibt es zwei Abstimmungsmöglichkeiten: „Apruebo“ und „Rechazo“, auf Deutsch: „Ich stimme zu“ und „Ich lehne ab“.
Anders als beim Plebiszit 2020 galt beim Plebiszit 2022 die allgemeine Wahlpflicht.

## Inhalt
Die neue Verfassung hätte unter anderem Folgendes beinhaltet:
- Anerkennung des Selbstbestimmungsrechts der indigenen Gemeinschaften
- Verankerung des Umweltschutzes in der Verfassung
- garantiertes Recht auf Wohnraum
- garantiertes Recht auf Bildung
- garantiertes Recht auf Gesundheit
- Recht auf Schwangerschaftsabbruch
- eine mindestens hälftige Besetzung aller Staatsorgane mit Frauen

## Kritische Bewertungen des Verfassungsentwurfes
Chilenische Verfassungsrechtler, darunter Enrique Navarro Beltrán, bewerteten den Verfassungsentwurf als unklar, so etwa bei der Abgrenzung der Kompetenzen der Staatsgewalten, hinsichtlich des Umfangs der Autonomie der indigenen Völker samt der geplanten Sondergesetzgebung für Indigene oder bezüglich der Eigentumsrechte. Infolge ihrer Unklarheiten würden die Streitigkeiten in der Auslegung der Verfassung überhandnehmen und die Gerichte absehbar überlastet werden.
Weitere Kritikpunkte waren der „maximalistische“ Ansatz der Verfassung, mit der in 380 Artikel möglichst viel geregelt werden sollte (darunter die Verpflichtung des Staates, das „kulinarische Erbe“ Chiles zu fördern), statt es bei den für eine Verfassung üblichen Normen zu belassen und alles Weitere der Gesetzgebung zu überlassen. Der Verfassungsentwurf geriet zu einer „Konstitutionalisierung eines Regierungsprogramms“. Die Linke hatte kritisiert, dass die Pinochet-Diktatur die Verfassung als „Werkzeug“ gebrauche, um ihre politischen Ziele durchzusetzen. Vor dem Plebiszit machte die Rechte der Linken umgekehrt denselben Vorwurf. Große Aufmerksamkeit fanden deshalb der „Gelbe Brief an meine Kinder“ und das „Gelbe Manifest“ des Dichters und Kolumnisten Cristián Warnken, der sich stets als Linker verstand. Warnken schrieb, dass der Verfassungsentwurf eher einer Vorhabenliste der Regierung als einer Verfassung gleiche: zu viele Ziele, zu viel Rhetorik.
Angesichts dieser Kritikpunkte drehte sich die Stimmung hinsichtlich der beim Plebiszit 2020 noch mit sehr großer Mehrheit bejahten Frage, ob die bestehende Verfassung ersetzt werden solle. Schließlich wurde im Vorfeld der Abstimmung mit einer knappen Ablehnung gerechnet.

## Abstimmungsempfehlungen der Parteien
Die meisten politischen Parteien gaben Abstimmungsempfehlungen. Während die Parteienbündnisse der Regierungskoalition, Apruebo Dignidad und Socialismo Democrático, hinter dem Verfassungsentwurf stehen, wird dieser vom konservativen Bündnis Chile Vamos abgelehnt. Daneben gibt es Bürgervereine auf beiden Seiten. Beide Seiten durften im Rahmen der Kampagnen Wahlwerbung zu festgelegten Zeitslots im Fernsehen schalten. Die Empfehlungen der Parteien lauteten:
| Empfehlung           | Partei | Partei                               | Partei                               | Politische Ausrichtung     | Parteiführer          | Quelle |
| -------------------- | ------ | ------------------------------------ | ------------------------------------ | -------------------------- | --------------------- | ------ |
| Zustimmung (Apruebo) |        |                                      | Apruebo Dignidad                     | Progressivismus            | Gabriel Boric         | [ 11 ] |
| Zustimmung (Apruebo) |        |                                      | Revolución Democrática               | Demokratischer Sozialismus | Juan Ignacio Latorre  | [ 11 ] |
| Zustimmung (Apruebo) |        | Convergencia Social                  | Demokratischer Sozialismus           | Alondra Arellano           |                       | [ 11 ] |
| Zustimmung (Apruebo) |        | Comunes                              | Autonomismus                         | Marco Velarde              |                       | [ 11 ] |
| Zustimmung (Apruebo) |        | Partido Comunista de Chile           | Kommunismus                          | Guillermo Teiller          |                       | [ 11 ] |
| Zustimmung (Apruebo) |        | Federación Regionalista Verde Social | Regionalismus                        | Flavia Torrealba Diaz      |                       | [ 11 ] |
| Zustimmung (Apruebo) |        | Acción Humanista                     | Humanismus                           | Tomás Hirsch               |                       | [ 11 ] |
| Zustimmung (Apruebo) |        |                                      | Socialismo Democrático               | Sozialdemokratie           |                       | [ 11 ] |
| Zustimmung (Apruebo) |        |                                      | Partido Socialista de Chile          | Sozialdemokratie           | Paulina Vodanovic     | [ 11 ] |
| Zustimmung (Apruebo) |        | Partido por la Democracia            | Sozialdemokratie                     | Natalia Piergentili        |                       | [ 11 ] |
| Zustimmung (Apruebo) |        | Partido Radical                      | Linksliberalismus                    | Leonardo Cubillos          |                       | [ 11 ] |
| Zustimmung (Apruebo) |        | Partido Liberal                      | Linksliberalismus                    | Vlado Mirosevic            |                       | [ 11 ] |
| Zustimmung (Apruebo) |        |                                      | Partido Demócrata Cristiano de Chile | Christdemokratie           | Felipe Delpin         | [ 12 ] |
| Zustimmung (Apruebo) |        |                                      | Partido Humanista de Chile           | Humanistische Bewegung     | Natalia Ibáñez        |        |
| Zustimmung (Apruebo) |        |                                      | Partido Ecologista Verde de Chile    | Grüne Politik              | Félix González Gatica |        |
| Ablehnung (Rechazo)  |        |                                      | Chile Vamos                          | Konservativismus           |                       | [ 13 ] |
| Ablehnung (Rechazo)  |        |                                      | Unión Demócrata Independiente        | Neokonservativismus        | Javier Macaya         | [ 13 ] |
| Ablehnung (Rechazo)  |        | Renovación Nacional                  | Konservativismus                     | Francisco Chahuán          |                       | [ 13 ] |
| Ablehnung (Rechazo)  |        | Evópoli                              | Liberalismus                         | Luz Poblete Coddou         |                       | [ 13 ] |
| Ablehnung (Rechazo)  |        |                                      | Partido Republicano                  | Nationalismus              | Rojo Edwards          | [ 14 ] |
| Ablehnung (Rechazo)  |        |                                      | Partido de la Gente                  | Populismus                 | Franco Parisi         | [ 15 ] |

## Ergebnis

Ergebnis nach Kommune

|  |  |

|  |  |

## Folgen
Noch am selben Abend gestanden die Anhänger der Zustimmungs-Kampagne ihre Niederlage ein. Präsident Gabriel Boric, der selbst offen den Verfassungsentwurf unterstützt hatte, sagte in einer Fernsehansprache, dass dem gescheiterten Verfassungsgebungsprozess ein neuer folgen solle. Bereits am folgenden Tag kam es zu einem Treffen mit dem Präsidenten des Senates, Álvaro Elizalde, und dem Präsidenten der Abgeordnetenkammer, Raúl Soto. Daneben wurde ein Treffen mit den Präsidenten der größten chilenischen Parteien anberaumt, um erste Gespräche über einen neuen Verfassungsprozess zu führen. Auch in seiner Regierung zog Boric Konsequenzen. Bei seiner ersten Kabinettsumbildung, weniger als ein halbes Jahr nach dem Antritt seines Kabinetts, tauschte er fünf Ministerinnen und Minister aus.
Daneben kam es zu kleineren Auseinandersetzungen zwischen Anhängern der beiden Lager in der Nacht nach der Abstimmung, die jedoch von der Polizei getrennt werden konnten. Zeitweise mussten einige U-Bahn-Stationen der Metro Santiagos gesperrt werden.